# مأمور قرمز
مامور قرمز (به انگلیسی: Agent Red) یک فیلم اکشن آمریکایی محصول سال ۲۰۰۰ به کارگردانی دامیان لی و جیم وینورسکی با بازی دولف لاندگرن است. داستان مربوط به دو سرباز است که با گروهی از تروریست‌ها که قصد دارند از سلاح شیمیایی در آمریکا استفاده کنند، در زیردریایی گیر کرده‌اند.

## خلاصه داستان
داستان فیلم مربوط به دو سرباز است که با گروهی از تروریست‌ها که قصد دارند از سلاح شیمیایی در آمریکا استفاده کنند، در زیردریایی گیر کرده‌اند.

## بازیگران فیلم
- دولف لاندگرن ... کاپیتان مت هندریکس
- میلانی پل ... دکتر لیندا مسیحی
- الکساندر کوزنسوف ... کرتز
- ناتالی رادفورد ... نادیا
- رندالف منتوث ... دریاسالار ادواردز
- نیل ماتاآذوزو ... ستوان ماتارازو
- تونی بکر ... جانشین جک کلسن
- استیو ایدن ... کاپیتان روسلل
- آلن کلمن ... زجیگی
- لری کارول ... خبرنگار
- رابرت دوناوان ... ژنرال
- استیو فرنکن ... ژنرال سوکا
- لنی جولیانو ... کاپتا